# Wakatsuki (contratorpedeiro)
O Wakatsuki (若月) foi um navio contratorpedeiro operado pela Marinha Imperial Japonesa e a sexta embarcação da Classe Akizuki. Sua construção começou em março de 1942 nos estaleiros da Mitsubishi em Nagasaki e foi lançado ao mar em novembro, sendo comissionado na frota japonesa em maio do ano seguinte. Era armado com uma bateria principal de oito canhões de 100 milímetros e quatro tubos de torpedo de 610 milímetros, tinha um deslocamento de mais de três mil toneladas e conseguia alcançar uma velocidade máxima de 33 nós (61 quilômetros por hora).
O Wakatsuki entrou em serviço no meio da Segunda Guerra Mundial e teve uma carreira ativa. Ele escoltou diversas embarcações entre bases japonesas no decorrer de seus primeiros meses de serviço. Participou da Batalha do Mar das Filipinas em junho de 1944 e da Batalha do Golfo de Leyte em outubro, em ambas ajudando a resgatar sobreviventes dos porta-aviões naufragados Taihō, Zuikaku e Zuihō. O Wakatsuki foi atacado e danificado por aeronaves norte-americanas em 11 de novembro durante a Batalha da Baía de Ormoc, explodindo e afundando durante a manhã.